# Салтановское
Салтановское — деревня в Перемышльском районе Калужской области. Входит в сельское поселение деревня Григоровское.

## География
Расположена примерно в 20 километрах на северо-восток от районного центра — села Перемышль. Рядом деревни Малютино и Чесноки.

## Население
| 2002 | 2010 |
| ---- | ---- |
| 14   | ↘13  |

## История
В атласе Калужского наместничества, изданного в 1782 году, — Салтановское, обозначено на карте и упоминается как сельцо Лихвинского уезда при 24 дворах, по ревизии душ — 164

Сельцо Салтановское с пустошами Александры Егоровны Свистуновой. По обе стороны безымянного оврага на коем два пруда…— Описания и алфавиты к Калужскому атласу Ч.1.
В 1858 году деревня (вл.) Солтановская 2-го стана Лихвинского уезда, при прудах, 54 двора — 477 жителей, по левую сторону от транспортного тракта из Калуги в Одоев.
К 1914 году Солтановское — сельцо Нелюбовской волости Лихвинского уезда Калужской губернии. В 1913 году население — 464 человека.
В годы Великой Отечественной войны деревня была оккупирована войсками Нацистской Германии с начала октября по конец декабря 1941 года. Освобождена в ходе Калужской наступательной операции частями 50-й армии генерал-лейтенанта И. В. Болдина.